# Deudorix diovella
Deudorix diovella är en fjärilsart som beskrevs av Waterhouse 1920. Deudorix diovella ingår i släktet Deudorix och familjen juvelvingar. Inga underarter finns listade i Catalogue of Life.